# Ariella Kaeslin
Ariella Kaeslin ou Käslin, née le 11 octobre 1987 à Lucerne, est une gymnaste suisse, active de 2002 à 2011.
Durant sa carrière sportive, elle a notamment brillé en saut de cheval, agrès dont elle a été championne d'Europe et vice-championne du monde en 2009.
Elle a été élue sportive suisse de l'année trois fois consécutivement, en 2008, 2009 et 2010.

## Biographie
Elle fait son coming out en 2021.

## Palmarès

### Jeux olympiques
- Pékin 2008
  - 18e au concours général individuel.
  - 5e au saut de cheval.

### Championnats du monde
- Melbourne 2005

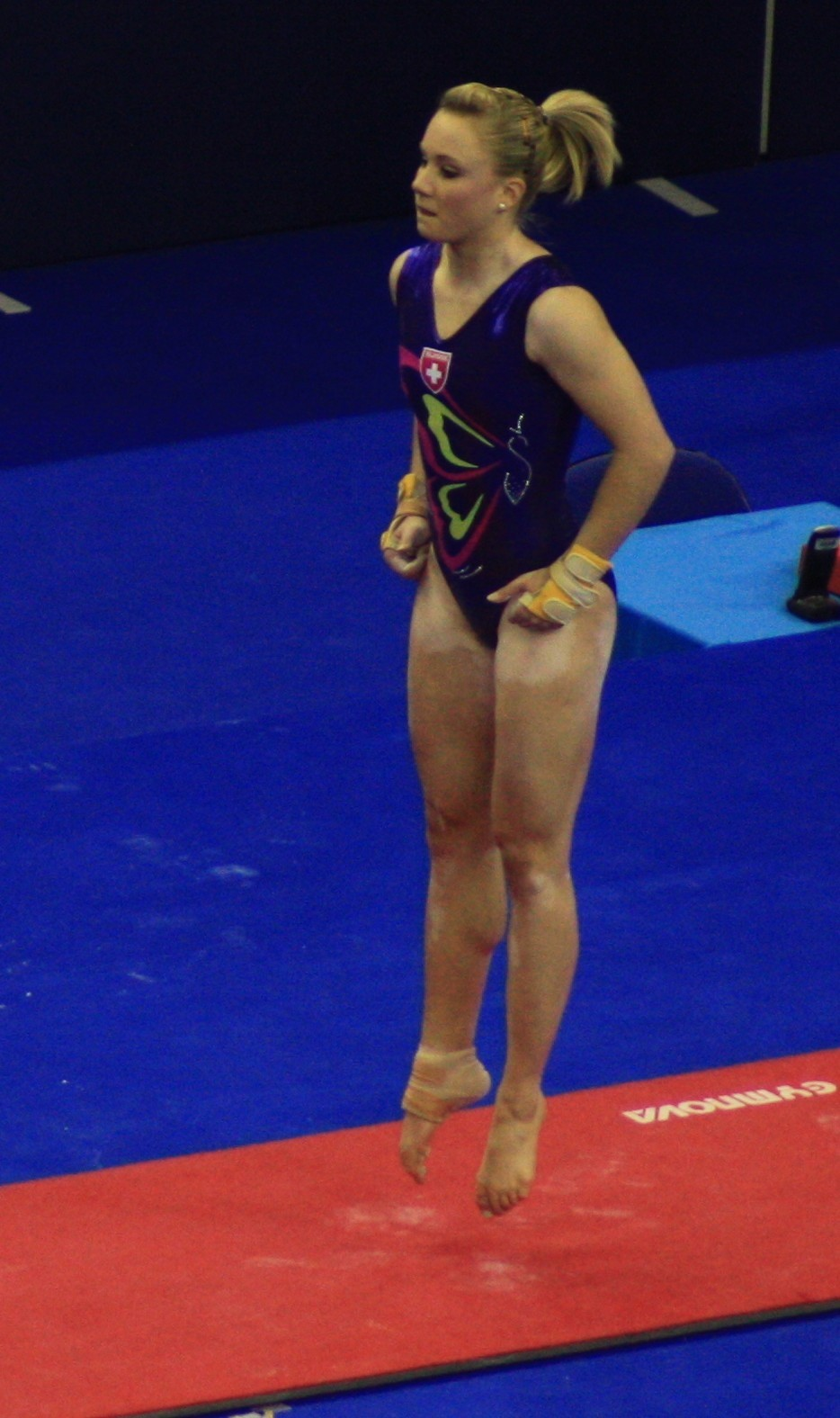
Ariella Kaeslin lors de la finale du saut de cheval aux Championnats du monde 2009.

  - 22e au concours général individuel.

- Stuttgart 2007
  - 22e au concours général individuel.

- Londres 2009
  - 8e au concours général individuel
  -  médaille d'argent au saut de cheval.

- Rotterdam 2010
  - 8e au concours général individuel
  - 4e au saut de cheval

### Championnats d'Europe
- Debrecen 2005
  - 4e au saut de cheval.

- Volos 2006
  - 6e au saut de cheval.

- Clermont-Ferrand 2008
  - 4e au saut de cheval.

- Milan 2009
  -  médaille d'or au saut de cheval.
  -  médaille de bronze au concours général individuel.

- Birmingham 2010
  - 5e au saut de cheval.
  - 6e au concours général par équipes.

- Berlin 2011
  -  médaille de bronze au saut de cheval.
  - 8e au concours général individuel.